# Premiul Carol cel Mare

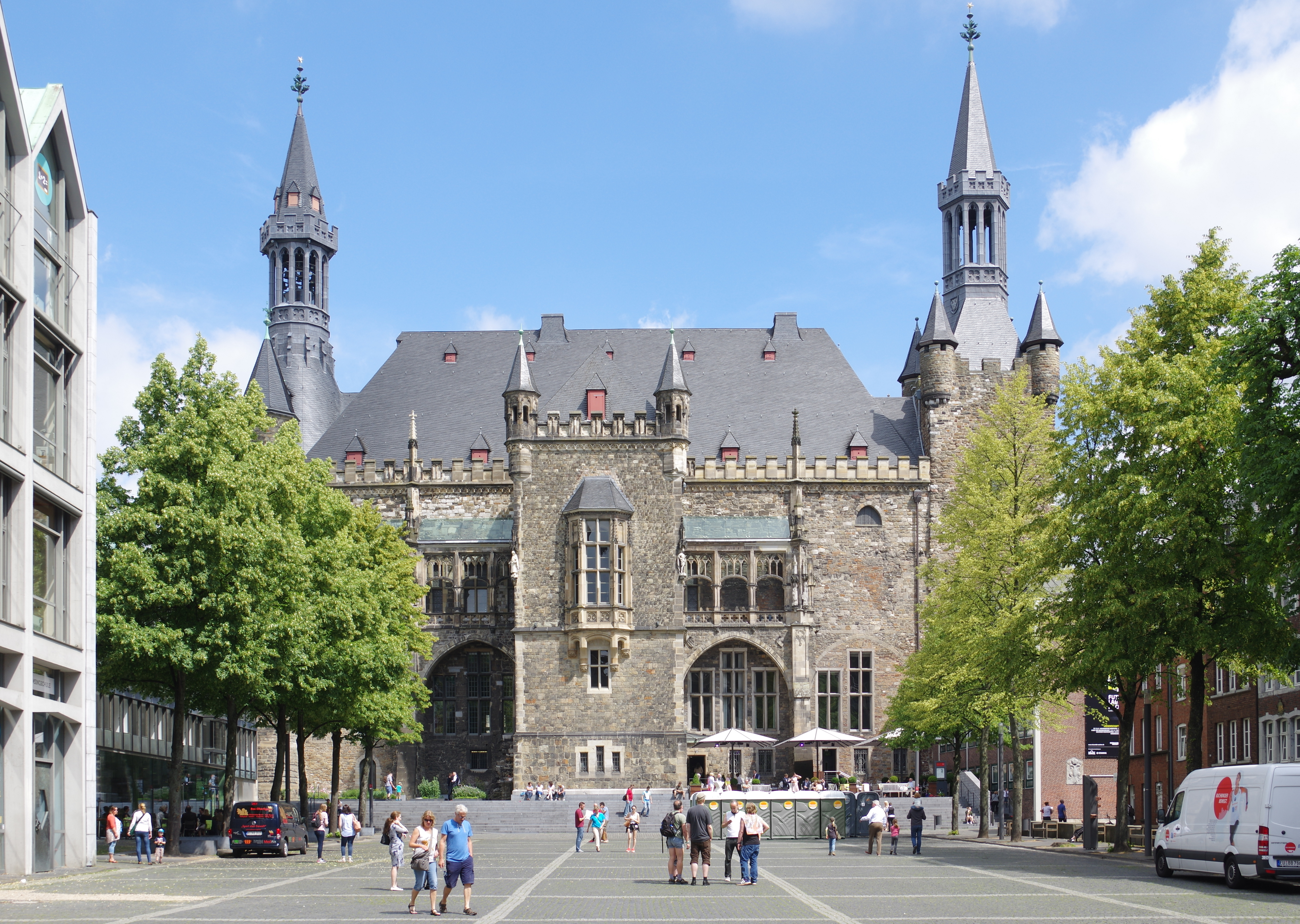
Primăria orașului Aachen, unde se înmânează, în fiecare an,
Premiul Carol cel Mare

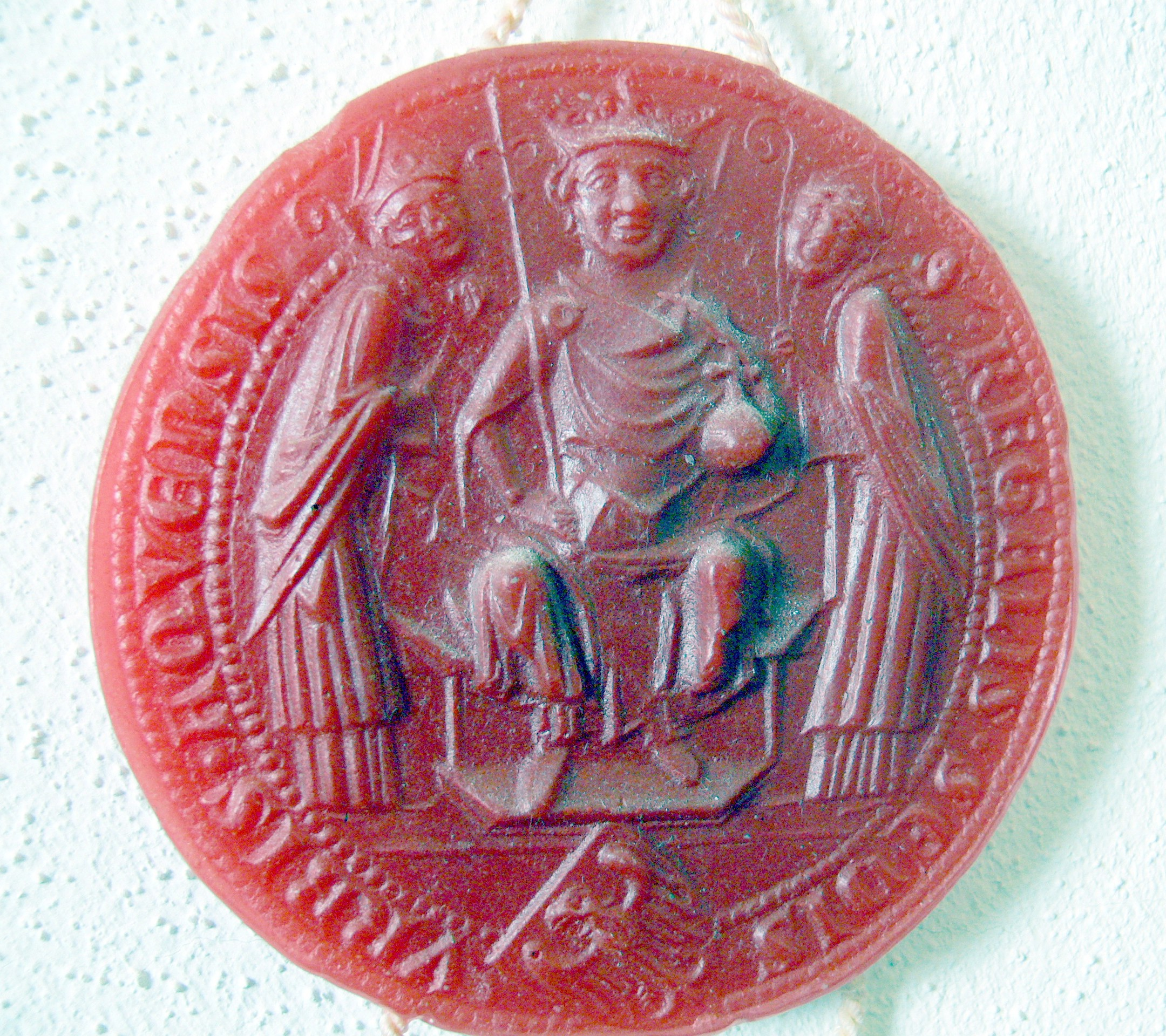
Sigiliul orașului Aachen (1327) Inscripția: S. REGALIS SEDIS VRBIS AQVENSIS. în centru, Carol cel Mare între doi sfinți.
Sigiliu folosit de model pentru medalia
Carol cel Mare

Premiul Internațional Carol cel Mare al orașului Aachen, din 1988 Premiul Internațional Carol din Aachen (în germană Internationaler Karlspreis der Stadt Aachen, iar din 1988, în germană Internationaler Karlspreis zu Aachen, în franceză Prix international Charlemagne d'Aix-la-Chapelle), pe scurt Premiul Carol cel Mare, este decernat anual de către orașul Aachen pentru merite deosebite în "unificarea europeană". 
A fost acordat anual din 1950 de către orașul german Aachen. 
Premiul îl comemorează pe Carol cel Mare, conducătorul Imperiului Franc și fondatorul a ceea ce a devenit Sfântul Imperiu Roman, încoronat Împărat Roman pe 25 decembrie, anul 800, în basilica St. Petru de la Roma, care a locuit și este înmormântat în catedrala din Aachen. În mod tradițional, premiul este acordat destinatarului de Ziua Înălțării Domnului, într-o ceremonie în primăria din Aachen. Patronii fundației sunt regele Philippe al Belgiei, regele Felipe al VI-lea al Spaniei și Henri, marele duce al Luxemburgului.
Premiul constă într-un premiu în bani de 2.500 € și Medalia Carol cel Mare / Medalia lui Karl, cu imaginea lui Carol cel Mare (Charlemagne, Karl der Große, Carolus Magnus).

## Istorie
La 19 decembrie 1949, Kurt Pfeiffer a prezentat grupului de lectură „Corona Legentium Aquensis”, pe care l-a fondat, propunerile sale pentru premiu: 
„Avem onoarea de a propune prezentarea anuală a unui premiu internațional pentru cea mai valoroasă contribuție la servicii de înțelegere și muncă europeană occidentală pentru comunitate și în serviciile umanității și păcii mondiale. Această contribuție poate fi în domeniul eforturilor literare, științifice, economice sau politice ".
Sponsorii premiului, Orașul Aachen, se referă la Carol cel Mare ca „Fondatorul culturii occidentale” și afirmă că, sub domnia sa, Orașul Aachen a fost odată centrul spiritual și politic al întregului ceea ce este acum vestul Europei.
Primul premiu Charlemagne a fost acordat lui Richard von Coudenhove-Kalergi, fondatorul Mișcării paneuropene, pe 1 mai 1950.
În urma acordării premiului prim-ministrului italian Alcide de Gasperi în 1952, Premiul Internațional Charlemagne al orașului Aachen a trimis în repetate rânduri mesaje care merg mult dincolo de Germania și promovează „unitatea Europei”.
Sponsorii premiului afirmă că lista câștigătorilor premiului Charlemagne reflectă istoria procesului european de unificare. Aceștia continuă că a fost acordat părinților fondatori ai Europei Unite, cum ar fi de Gasperi, Schuman, Monnet și Adenauer, și celor care au întruchipat speranța de integrare, cum ar fi Edward Heath, Konstantinos Karamanlis și Majestatea Sa Juan Carlos I.
Sponsorii promovează că Premiul Charlemagne nu este doar o expresie de recunoștință pentru serviciile durabile pentru unitatea Europei, ci și o încurajare și o expresie a speranțelor și așteptărilor îndreptate spre viitor. Ei îl citează pe Kurt Pfeiffer: „Premiul Charlemagne ajunge în viitor și, în același timp, întruchipează o obligație - o obligație de cea mai înaltă valoare etică. Este îndreptată către o uniune voluntară a popoarelor europene fără constrângeri, astfel încât în noi puteri pot apăra cele mai înalte bunuri pământești - libertatea, umanitatea și pacea - și să protejeze viitorul copiilor lor și al copiilor lor ".
În aprilie 2008, organizatorii Premiului Charlemagne și Parlamentul European au creat împreună un nou Premiu European Charlemagne Youth, care recunoaște contribuțiile tinerilor la procesul de integrare europeană.

## Câștigători importanți
După crearea lui în 1950, vreme de șase ani succesivi, premiul a fost acordat tuturor părinților fondatori ai Europei unite (din Franța, Germania, Italia, Anglia și Belgia):
- 1952 - Alcide De Gasperi
- 1953 - Jean Monnet
- 1954 - Konrad Adenauer
- 1956 - Winston Churchill
- 1957 - Paul-Henri Spaak
- 1958 - Robert Schuman

Primul estic căruia orașul Aachen i-a decernat premiul a fost în 1990 maghiarul Gyula Horn, urmat imediat, în 1991, de Vaclav Havel și în 1998 de Bronislaw Geremek. Fiecare din cei trei a jucat un rol important în căderea comunismului în țările lor: Ungaria, Cehoslovacia și Polonia.
În 2000, Premiul Charlemagne a fost acordat președintelui american Bill Clinton, pentru contribuția sa personală specială la cooperarea cu statele europene, pentru conservarea păcii, libertății, democrației și drepturilor omului în Europa și pentru sprijinul său pentru extinderea Uniunii Europene. 
În 2004, eforturile Papei Ioan Paul al II-lea de a uni Europa au fost onorate cu o „Medalie extraordinară Charlemagne”.
În 2016, Premiul Charlemagne a fost acordat Papei Francisc.
Singurul laureat care nu este nici politician, nici papă, a fost scriitorul și istoricul britanic Timothy Garton Ash (2017).
În 2019, Premiul Charlemagne a fost acordat secretarului general ONU, portughezul Antonio Guterres,

## Adresanți
- 1950 -  Richard von Coudenhove-Kalergi
- 1951 -  Hendrik Brugmans
- 1952 -  Alcide De Gasperi
- 1953 -  Jean Monnet
- 1954 -  Konrad Adenauer
- 1956 -  Winston Churchill
- 1957 -  Paul-Henri Spaak
- 1958 -  Robert Schuman
- 1959 -  George Catlett Marshall
- 1960 -  Joseph Bech
- 1961 -  Walter Hallstein
- 1963 -  Erwin Richard George Heath
- 1964 -  Antonio Segni
- 1966 -  J. O. Krag
- 1967 -  Joseph Luns
- 1969 -  Comisia Europeană
- 1970 -  F.Seydoux
- 1972 -  Roy Harris Jenkins
- 1973 -  Salvador de Madariaga
- 1976 -  Leo Tindemans
- 1977 -  Walter Scheel
- 1978 -  Konstantin Karamanlis
- 1979 -  Emilio Colombo
- 1981 -  Simone Veil
- 1982 -  Regele Juan Carlos al Spaniei
- 1984 -  Karl Carstens
- 1986 -  Poporul luxemburghez
- 1987 -  Henry Kissinger
- 1988 -  Francois Mitterrand și  Helmut Kohl
- 1989 -  Frère Roger Schutz, Taizé
- 1990 -  Gyula Horn
- 1991 -  Vaclav Havel
- 1992 -  Jacques Delors
- 1993 -  Felipe González
- 1994 -  Gro Harlem Brundtland
- 1995 -  Franz Vranitzky
- 1996 -  Regina Beatrix a Olandei
- 1997 -  Roman Herzog
- 1998 -  Bronislaw Geremek
- 1999 -  Tony Blair
- 2000 -  Bill Clinton
- 2001 -  György Konrád
- 2002 -  Euro
- 2003 -  Valéry Giscard d'Estaing
- 2004 -  Pat Cox
- 2004 -  /  Ioan Paul al II-lea
- 2005 -  Carlo Azeglio Ciampi
- 2006 -  Jean-Claude Juncker
- 2007 -  Javier Solana
- 2008 -  Angela Merkel
- 2009 -  Andrea Riccardi
- 2010 -  Donald Tusk
- 2011 -  Jean-Claude Trichet
- 2012 -  Wolfgang Schäuble
- 2013 -  Dalia Grybauskaitė
- 2014 -  Herman Van Rompuy
- 2015 -  Martin Schulz
- 2016 -  /  Papa Francisc[3]
- 2017 -  Timothy Garton Ash
- 2018 -  Emmanuel Macron
- 2019 -  António Guterres
- 2020 -  Klaus Iohannis
- 2022 -  Svetlana Tihanovskaia, Maria Kalesnikava, Veronika Țepkalo
- 2023 -  Volodîmîr Zelenski și poporul ucrainean
- 2024 -  Marele rabin Pinchas Goldschmidt (n. 1963), fost Mare-rabin de Moscova, președinte al Conferinței rabinilor europeni

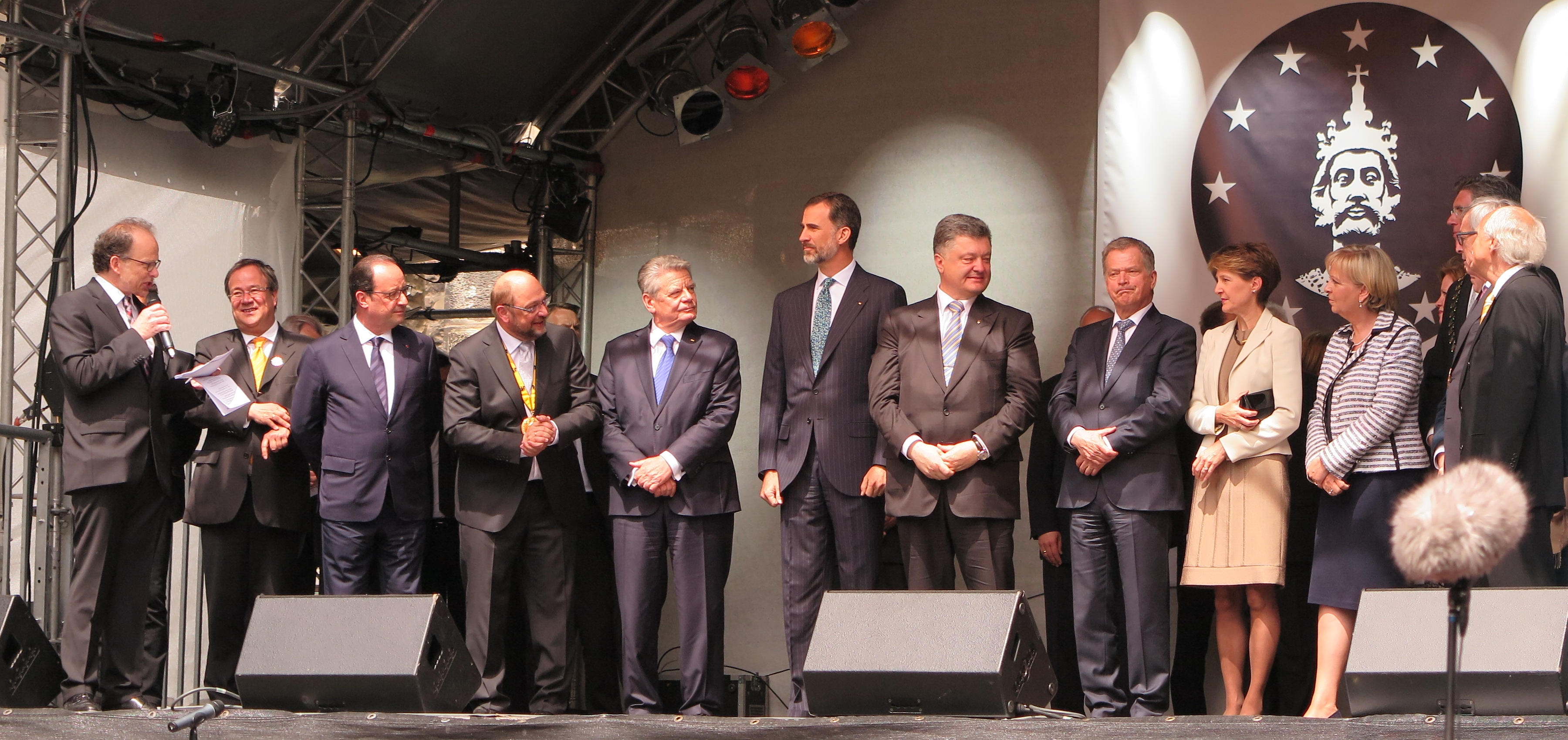
Martin Schulz după primirea Premiului Carol cel Mare, în 2015, pe scena de la Katschhof. De la stânga la dreapta sunt reprezentați: Bernd Büttgens, Armin Laschet, François Hollande, Martin Schulz, Joachim Gauck, Regele Felipe al VI-lea, Petro Poroșenko, Sauli Niinistö, Simonetta Sommaruga, Hannelore Kraft și Jürgen Linden.

## Pe țară
- Germania,  Franța - 9
- Italia,  Marea Britanie - 5
- Spania - 4
- Belgia,  Statele Unite ale Americii,  Olanda,  Luxemburg - 3
- Vatican,  Ungaria,  Austria,  Polonia,  Elveția - 2
- Irlanda,  Cehia,  Norvegia,  Lituania,  Danemarca,  Grecia,  Portugalia,  România - 1

(Papii sunt socotiți doar pentru Vatican).